# 이프아이
이프아이(ifeye)는 2025년 대한민국 대한민국의 6인조 걸그룹이다. 하이햇엔터테인먼트 소속으로 카시아, 라희, 원화연, 사샤, 태린, 미유로 멤버가 구성되어 있으며, 대표이사 겸 안무가인 RyuD가 프로듀싱을 맡았다. 2025년 4월 8일 디지털 미니앨범 "ERLU BLUE
"로 데뷔했다.

## 명칭
명칭인 IFEYE는 상상을 현실로 만드는 시각 (Imagine & Find Energetic Young Eyes)을 뜻하는 영문을 약어로 한 것이다..

## 역사

### 2025
2월 24일, 그룹의 이름과 로고가 공식 공개되었다.
3월 5일, 플러스 채팅 커뮤니티를 열었다.
4월 8일, 첫 번째 디지털 EP "Erlu Blue"로 정식 데뷔했다

## 구성원
| 이름   | 이름   | 이름   | 이름         | 출신지                                               | 역할       |
| 활동명 | 한자   | 한글   | 영문명       | 출신지                                               | 역할       |
| ------ | ------ | ------ | ------------ | ---------------------------------------------------- | ---------- |
| 원화연 | 元花娟 | 원화연 | Won Hwayeon  | 2006년 6월 24일(19세) 대한민국 충청북도 제천시       | 보컬       |
| 태린   | 崔誌友 | 최지우 | Choi Jiwoo   | 2006년 7월 3일(19세) 대한민국 대전광역시             | 메인 댄서  |
| 라희   | 金螺希 | 김라희 | Kim Rahee    | 2007년 12월 6일(17세) 대한민국 경기도 화성시         | 보컬       |
| 카시아 | 李佳洐 | 이가연 | Lee Gayeon   | 2008년 2월 15일(17세) 대한민국 전북특별자치도 전주시 | 리더、래퍼 |
| 미유   | 李彩瑗 | 이채원 | Lee Chaewon  | 2008년 6월 9일(17세) 대한민국 경상남도 진주시        | 보컬       |
| 사샤   | 鄭瑞律 | 정서율 | Jeong Seoyul | 2009년 5월 20일(16세) 대한민국 전라북도 익산시       | 리드 보컬  |